# Покровск (Марий Эл)
 Покро́вск — опустевшая деревня в Советском районе Республики Марий Эл. Входит в состав Михайловского сельского поселения.

## Географическое положение
Находится в центральной части республики Марий Эл на расстоянии приблизительно 13 км по прямой на юго-запад от районного центра посёлка Советский.

## История
Была известна ещё до 1941 года как деревня с населением 60 человек (13 дворов). В 1963 году здесь оставалось лишь 3 дома. С 1990 года в деревне никто не живёт. Ныне имеет характер урочища.

## Население
Население не было учтено как в 2002 году, так и в 2010.